# Episodi de La cuoca di Castamar
La prima stagione della serie televisiva spagnola La cuoca di Castamar (La cocinera de Castamar), composta da 12 episodi, è stata pubblicata in streaming in prima visione dal 21 febbraio al 9 maggio 2021 sulla piattaforma Atresplayer Premium e trasmessa in televisione dall'8 aprile al 24 giugno 2021 su Antena 3. La serie è disponibile in streaming sulle piattaforme Atresplayer Premium e Netflix.
In Italia è disponibile in streaming sulla piattaforma Netflix dal 9 luglio 2021.
| Nº | Titolo originale         | Titolo italiano              | Pubblicazione Spagna | Pubblicazione Italia |
| -- | ------------------------ | ---------------------------- | -------------------- | -------------------- |
| 1  | El ingrediente esencial  | L'ingrediente fondamentale   | 21 febbraio 2021     | 9 luglio 2021        |
| 2  | La noche del Rey         | La notte del re              | 28 febbraio 2021     | 9 luglio 2021        |
| 3  | Credot ut intelligam     | Credo ut intelligam          | 7 marzo 2021         | 9 luglio 2021        |
| 4  | Vuela                    | Prendi il volo               | 14 marzo 2021        | 9 luglio 2021        |
| 5  | La decisión              | La decisione                 | 21 marzo 2021        | 9 luglio 2021        |
| 6  | Donde no llega la luz    | Dove non arriva la luce      | 28 marzo 2021        | 9 luglio 2021        |
| 7  | Para que no nos borren   | Affinché nessuno ci cancelli | 4 aprile 2021        | 9 luglio 2021        |
| 8  | Lo que no será           | Questo non avverrà mai       | 11 aprile 2021       | 9 luglio 2021        |
| 9  | La verdad                | La verità                    | 18 aprile 2021       | 9 luglio 2021        |
| 10 | Lo que de verdad importa | Ciò che importa veramente    | 25 aprile 2021       | 9 luglio 2021        |
| 11 | Lub-dub                  | Tu tum                       | 2 maggio 2021        | 9 luglio 2021        |
| 12 | El lugar de cada uno     | Ognuno al suo posto          | 9 maggio 2021        | 9 luglio 2021        |

## L'ingrediente fondamentale
- Titolo originale: El ingrediente esencial
- Diretto da: Iñaki Peñafiel
- Scritto da: Tatiana Rodríguez

### Trama
Nel 1719 Alba e Diego passeggiano per le campagne a cavallo mentre discutono di questioni di corte. Alba dice a suo marito che stanno aspettando un bambino ma la sua felicità è sconvolta quando il cavallo getta Alba a terra, causandone la morte. 20 mesi dopo, Clara ottiene un lavoro a Castamar, una grande tenuta ducale, come assistente di cucina, dove vive Diego. Lavorerà agli ordini di Brígida, la cuoca, che non l'accoglie bene. Nel frattempo, Diego è ancora in lutto, lamentando la morte della moglie. Ma il re Felipe decide che è ora di lasciare i lamenti e gli chiede di celebrare una festa per riprendersi. Clara aiuta in cucina e, di fronte ai buoni piatti che prepara Clara, Diego è sorpreso e decide che la giovane donna è la nuova cuoca del palazzo. Donna Úrsula deve obbedire all'ordine, nonostante non lo condivida. D'altra parte, Amelia si sforza di conquistare Diego. Sol si offre di trasformarla in una donna attraente e seducente. Sol si unisce al gioco di Enrique per finire Diego.

## La notte del re
- Titolo originale: La noche del Rey
- Diretto da: Norberto López Amado
- Scritto da: Ramón Tarrés

### Trama
Gli ospiti della festa di Castamar si stanno godendo i fuochi d'artificio in giardino quando viene interrotto dalla notizia che il re è scomparso. Diego organizza la ricerca del monarca. Clara scopre il re nel seminterrato dell'Hacienda, sembra aver perso la testa. Spiega che qualcuno lo sta inseguendo e gli porge un documento importante. Diego torna e Clara lo porta a trovarlo. Diego ringrazia Clara per il suo lavoro e il suo intervento con il Re. Le porge un libro di botanica, con le qualità culinarie delle erbe, in modo che le usi nei tuoi piatti. Clara accetta. Beatriz scopre che Clara ha dei documenti importanti e cerca di ricattarla. Intanto, a Castamar si prepara la messa in memoria della defunta duchessa Alba.

## Credo ut intelligam
- Titolo originale: Credot ut intelligam
- Diretto da: Norberto López Amado
- Scritto da: Arantxa Cuesta

### Trama
Scoppia un incendio a Castamar. Dopo averlo spento, Diego va in cucina per verificare che la servitù sia al sicuro. Úrsula nota l'interesse del duca per la cuoca. Diego si incontra con il Re, che ha paura di essere ucciso. Gli chiede di partecipare di più al governo e gli dà più potere in modo che possa fare riforme. Clara insegna a leggere a Rosalía, a cui si è affezionata, ma Úrsula chiede che questa ragazza, ritenuta responsabile dell'incedio, venga portata ad un ospizio, cosa che Diego organizza, salvo poi ritornare sulla sua decisione. Mentre Clara cucina, il duca si unisce a lei per qualche istante, mentre Beatriz vede tutto non vista. Amelia si accorge di essere incinta.

## Prendi il volo
- Titolo originale: Vuela
- Diretto da: Iñaki Peñafiel
- Scritto da: Víctor Pedreira & Tatiana Rodríguez

### Trama
Diego ha un chiarimento con Clara circa il momento che hanno condiviso in cucina. Il duca è sempre più attratto da lei. Donna Mercedes invita il giovane Carlo Broschi a tenere un concerto a Castamar ma, a poche ore dall'esibizione, il cantante rimane senza voce. Roberto chiede aiuto a Clara e grazie alle sue cure e all'intervento accidentale di Rosalia, il cantante recupera la sua voce, ottenendo poi un grande successo. La servitù ascolta dalla cucina. Elisa riferisce che Diego è intimo con Eugenia, la figlia del membro più influente del consiglio. Mentre Clara è sconvolta, Rosalía ha un incidente e muore. Diego lo scopre e pone fine alla festa, scendendo nelle cucine. Clara si sente in colpa e confessa di avere una condizione che le impedisce di uscire negli spazi aperti. Intanto Amelia, disperata, cerca un modo per far cadere il duca nelle sue reti. La mattina dopo, il duca la trova nel proprio letto.

## La decisione
- Titolo originale: La decisión
- Diretto da: Iñaki Peñafiel
- Scritto da: Arantxa Cuesta

### Trama
Diego si sveglia con una grande sbornia senza riuscire a ricordare nulla, nemmeno di aver passato la notte con Amelia. Suo fratello Gabriel lo rimprovera: deve salvare l'onore della giovane donna e chiederle la mano. Clara è sconvolta per la morte di Rosalia e non riesce a cucinare. Diego va a trovare Clara e la conforta; i due si sentono molto vicini, anche se sanno che non possono manifestare i loro sentimenti. Beatriz sente tutto e inizia a spiare Clara. Roberto scopre la droga di cui si è servita per stordire Diego ma Enrique riesce a salvare la situazione. Clara, ancora addolorata per Rosalia, continua a non cucinare e i piatti che escono dalla cucina non hanno la qualità usuale. Sol dice a Enrique che Diego è innamorato di Clara. Egli è determinato a scoprire tutto su questa donna. E Clara ha un incontro con suo padre ed escogita una manovra per farlo uscire da Castamar. Il giorno dopo, l'uomo si nasconde in un carro guidato da un giovane e parte, ma c'è chi l'ha visto e riferisce a Enrique. La fuga del padre di Clara è finita e l'uomo viene arrestato. Intanto, Clara confessa a Diego di non riuscire più a cucinare: lui la consola e a poco a poco riesce a fare i conti con il suo senso di colpa. Diego prende una decisione riguardo ad Amelia e gliela comunica.

## Dove non arriva la luce
- Titolo originale: Donde no llega la luz
- Diretto da: Norberto López Amado
- Scritto da: Ramón Tarrés

### Trama
Diego e Amelia annunciano il loro fidanzamento. Clara apprende la notizia dalla servitù. Diego parla con Gabriel che sospetta che Enrique stia nascondendo qualcosa contro di loro. 
Clara non sembra essere turbata. Per celebrare il matrimonio, Amelia invita a cena gli amici di Diego. Francisco e Alfredo vanno a caccia con Diego. Il duca sembra alla disperata ricerca di una lepre. Quando finalmente lo fa, la porta a casa in modo che Clara possa cucinare la ricetta che ha scritto per lui. Durante la cena Gabriel accusa Enrique di aver comprato di nascosto i debiti di Amelia, ma nessuno gli crede. La cena è deliziosa. Enrique vuole congratularsi con la cuoca ma, quando Clara sale, scopre che suo padre sta per essere giustiziato. Diego ha firmato la sentenza.

## Affinché nessuno ci cancelli
- Titolo originale: Para que no nos borren
- Diretto da: Norberto López Amado
- Scritto da: Víctor Pedreira & Tatiana Rodríguez

### Trama
Diego trova Clara priva di sensi sotto la tempesta. La porta a Castamar. Le sue condizioni sono molto delicate. Il duca chiede che la portino su in una camera degli ospiti, e lui stesso si prende cura di lei. Donna Mercedes pensa che il figlio abbia perso la testa e chiede aiuto alla regina per impedirle di rovinare il suo fidanzamento con Amelia. Ma Diego è disposto a rinunciare a tutto per la cuoca, che, nonostante le cure, continua a peggiorare. Amelia dice a Donna Mercedes di essere incinta. La madre della duchessa non permetterà a Diego di trasformare l'erede di Castamar in un bastardo. Il tempo passa e la cuoca non migliora, la febbre non scompare nonostante la cura con il chinino. Diego decide di occuparsi personalmente della cuoca, la incoraggia con parole di affetto e le chiede di non smettere di lottare mentre la contraddizione cresce dentro di lui perché Diego sa che deve continuare con i suoi obblighi verso Amelia. In cucina, Beatriz porta la notizia che il prigioniero che stanno per giustiziare è il padre di Clara. Il risentimento che prova nei suoi confronti è tale che dice a Úrsula di aver visto Diego e Clara baciarsi. Anche Donna Mercedes scopre e affronta suo figlio, accusandolo di essere irresponsabile e di rovinare la famiglia. I suoi piani per il matrimonio con Amelia devono continuare e lei farà il possibile per andare avanti. Un ordine che Diego rifiuta.

## Questo non avverrà mai
- Titolo originale: Lo que no será
- Diretto da: Iñaki Peñafiel
- Scritto da: Arantxa Cuesta

### Trama
Mancano tre giorni all'esecuzione di Armando. Diego chiede al Re un rinvio, ma non lo concederà se non gli porta la prova della sua innocenza. Lui e Clara lavorano insieme finché non trovano qualcosa. Qualcuno ha strappato dal diario di guerra la pagina del giorno dell'assassinio. Se la trovano, potranno provare la loro innocenza. Amelia li vede insieme. Sente che Clara è una minaccia. Finalmente trovano una copia del diario in cui si trova il foglio mancante. Armando è colpevole. Nel frattempo, Enrique continua con la sua vendetta. Manipola le prove per incolpare Francisco dell'omicidio di Esteban. Sol intende evitare a tutti costi che si scopra il suo ruolo nella morte del marito.

## La verità
- Titolo originale: La verdad
- Diretto da: Norberto López Amado
- Scritto da: Víctor Pedreira

### Trama
Amelia si sveglia con un dolore alla pancia, c'è del sangue sulla sua camicia da notte ma vieta di chiamare il dottore. Nel frattempo, Diego dice a Clara che il diario di guerra afferma che suo padre è colpevole di aver ucciso il colonnello Quintanilla, ma Clara è certa che suo padre non fosse sul luogo de delitto: bisogna però dimostrarlo. Donna Mercedes esorta Diego a continuare con i preparativi per il suo matrimonio con Amelia. Il duca vuole presentare al re la sua fidanzata, ma il dolore di Amelia si aggrava e Don Evaristo decide che la giovane donna potrebbe perdere il bambino. Clara va in camera, prepara un consommé con lo sherry in modo che l'alcol le rilassi l'utero e possa riposare. Diego ringrazia Clara per il suo aiuto e le spiega che non era mai stato nei suoi piani sposare Amelia, tanto meno avere un figlio. Clara lo ascolta tristemente, i due tacciono su ciò che provano. Clara continua nel suo tentativo di dimostrare l'innocenza di suo padre. Trova una lettera che la informa che il giorno della morte del colonnello suo padre stava assistendo un soldato francese. Gabriel è scomparso, nessuno sa dove sia. Diego ha trovato una notizia importante riguardo alla questione del padre di Clara. Sol rivela ad Enrique una terribile verità, che ha a che fare con la defunta Alba.

## Ciò che importa veramente
- Titolo originale: Lo que de verdad importa
- Diretto da: Iñaki Peñafiel
- Scritto da: Ramón Tarrés

### Trama
Alfredo arriva a Castamar ferito e, prima di perdere conoscenza, riesce ad avvertire Diego che suo fratello Gabriel è stato rapito. Sulle sue tracce, Diego scopre non solo che il fratello sta per essere venduto come schiavo in Portogallo, ma anche chi è stato responsabile della morte di Alba. Ignacio si reca da Alfredo, convalescente, ed è sconvolto e in colpa per quello che è successo, rivelandogli che Enrique lo ha ingannato e sta per rivelare il loro segreto. Elisa scopre del denaro sotto il letto di Beatriz. Intanto a Castamar, l'uomo da cui Ursula è fuggita, Elias, è stato assunto per disinfestare la dimora dalle cimici: con le minacce si fa dare da Ursula la chiave del mobile in cui il duca conserva l'oro. Amelia, che si è ripresa, intima a Clara di lasciare in pace Diego perché sta per diventare suo marito, anche se, mentre lo dice, commette un lapsus significativo. La cuoca annuncia che, quando il matrimonio sarà celebrato, lascerà Castamar per sempre. Ursula, aggredita da Elias, lo uccide e Clara lo scopre ma sia lei che Melquiades la appoggiano capendo che si tratta di legittima difesa. Ignatio propone ad Alfredo di fuggire, ma Alfredo intende restare perché non sopporta di dover continuare a mentire. Diego torna e Amelia mostra grande apprensione per Gabriel.

## Tu tum
- Titolo originale: Lub-dub
- Diretto da: Norberto López Amado
- Scritto da: Arantxa Cuesta

### Trama
Hernaldo scopre che Diego tiene in ostaggio Adela, sua figlia. Se vuole rivederla di nuovo, dovrà aiutarlo. Ma rimane fedele al marchese, non rivelando la verità. Enrique è sicuro che il duca non farebbe mai del male alla ragazza. Non appena daranno a Sol Montijos ciò che si meritano, andranno per lei. Ma Diego scopre i piani di Enrique e mette sotto pressione Hernaldo, che non ha altra scelta che tradirlo. Diego lo sfida a duello all'ultimo sangue. Clara lo scopre. Teme per la vita di Diego e se ne va, nonostante la sua agorafobia, determinata ad evitarlo. Ma quando arriva è tardi. In casa Amelia si prende cura di Gabriel. Sono innamorati.

## Ognuno al suo posto
- Titolo originale: El lugar de cada uno
- Diretto da: Iñaki Peñafiel
- Scritto da: Ramón Tarrés, Víctor Pedreira & Tatiana Rodríguez

### Trama
Diego sopravvive al duello. I piani del matrimonio vanno avanti. Clara lascerà la casa dopo l'esecuzione di suo padre. Non c'è speranza per lui. Ma appare un nuovo indizio sul luogo in cui si trova il testimone. Gabriel va a cercarlo. Arriva in tempo. Armando è stato salvato. Clara saluta con gratitudine Castamar e il Duca. Fa male a Diego vederla andare via, ma non hanno scelta. Il giorno del matrimonio, Adela si presenta con una lettera che le ha regalato suo padre, non possono lasciare che Enrique, sebbene già morto, la passi liscia. La verità è scoperta. Il figlio di Amelia è quello di Enrique. Il matrimonio è annullato e Diego continua con la sua vita, ma senza Clara si rende conto che non ne vale la pena e, così, rinuncia al ducato per amor suo e si sposano.  